# Nakfa
Nakfa er navnet på den valuta, der bruges i Eritrea. 1 Nakfa svarer til 100 cents.
Valutaen blev indført i 1998, og er opkaldt efter byen Nakfa, en by i Sahel-bjergene i det nordlige Eritrea, som tjente som hovedkvarter for EPLF (Eritrean Peoples Liberation Front) under Eritreas væbnede kamp mod Etiopiens okkupation. Derfor er møntfoden Nakfa blevet et symbol på Eritreas hårde kamp for uafhængighed.
| Artikelstump | Spire Denne artikel om penge eller valuta er en spire som bør udbygges. Du er velkommen til at hjælpe Wikipedia ved at udvide den. |